# Robert Mühlher

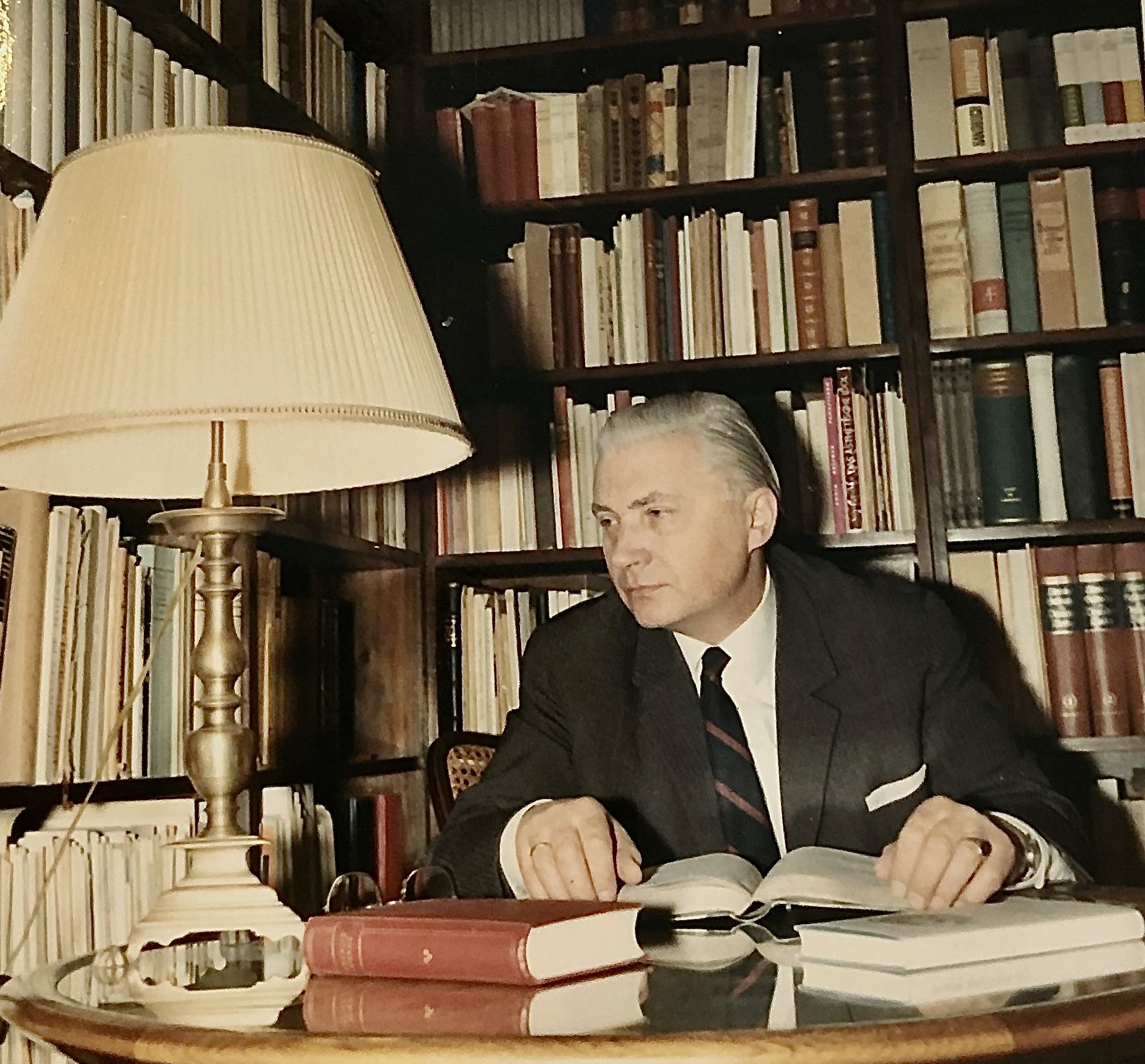
Robert Mühlher, ca. 1970

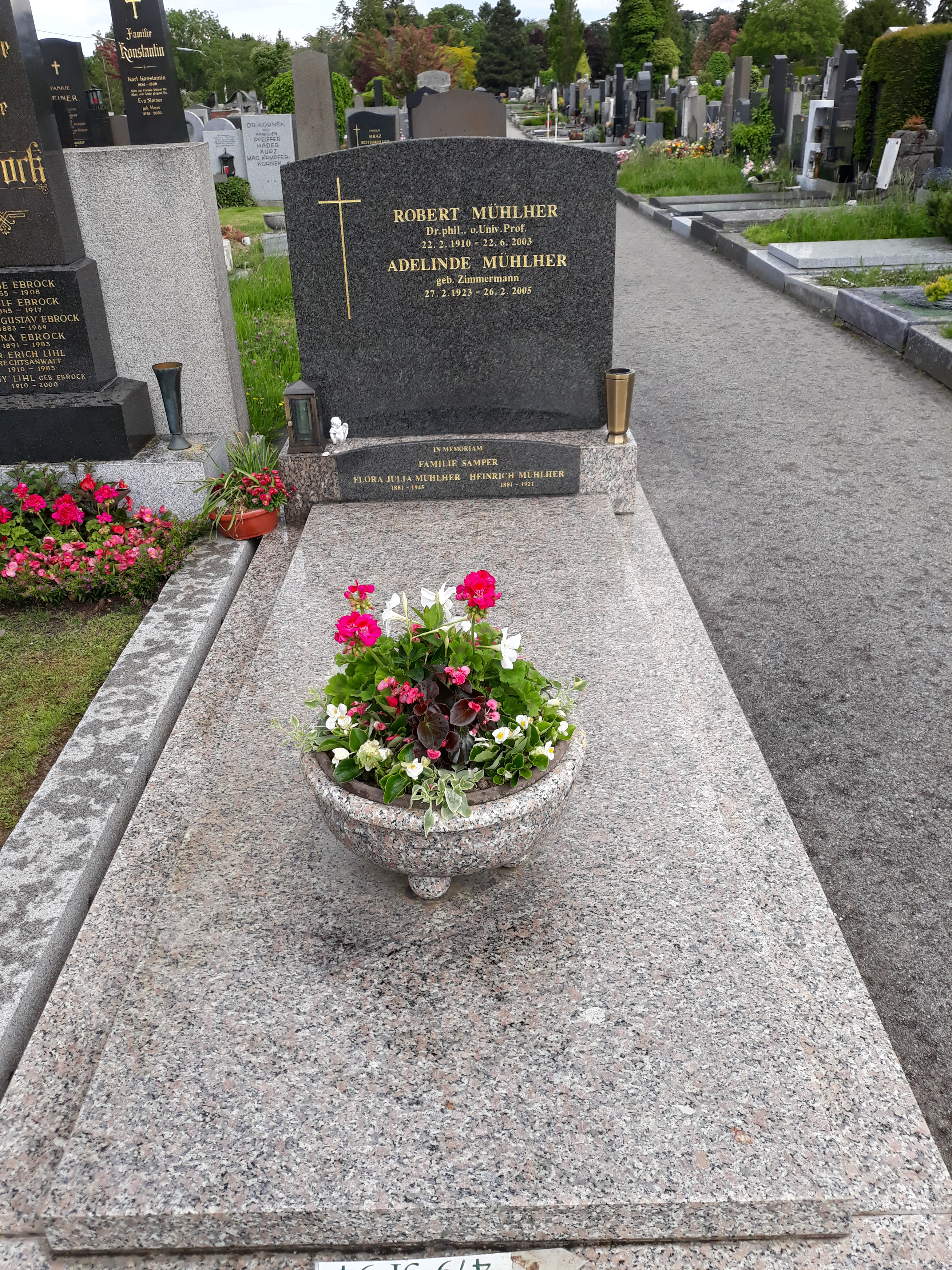
Das Grab von Robert Mühlher und seiner Ehefrau Adelinde geborene Zimmermann auf dem Döblinger Friedhof in Wien

Robert Mühlher (* 22. Februar 1910 in Wien; † 22. Juni 2003 ebenda) war ein österreichischer Germanist und Literaturwissenschaftler.

## Leben und Wirken
Als Sohn eines Privatbeamten in bescheidene Verhältnisse hineingeboren, besuchte Robert Mühlher nach dem frühen Tod des Vaters die Bundeserziehungsanstalt Wien-Breitensee. Direktor dieses Gymnasiums war der bekannte Germanist Otto Rommel, der in seiner anregenden, geistig-kulturelle Bildung wie auch Phantasie fördernden Pädagogik Mühlhers Interesse für Literatur und alles Künstlerische entscheidende Impulse gab, sodass er nach der Matura 1928 an der Wiener Universität Germanistik, Anglistik und Philosophie studierte. Bedeutende Lehrerpersönlichkeiten wie Josef Nadler, bei dem er 1933 mit einer Dissertation über Friedrich Hölderlins „Empedokles“-Fragmente promovierte, Paul Kluckhohn, Eduard Castle, Robert Franz Arnold, Marianne Thalmann, Hans Rupprich, Dietrich Kralik  schulten sein wissenschaftliches Denken und Arbeiten. Er hörte Vortragende vom Range eines Leo Frobenius, Ludwig Klages, Edmund Husserl, Martin Heidegger, Alfred Adler, Thomas Mann, Rabindranath Tagore und besuchte auch Vorlesungen in Musikwissenschaft.
Bis zu seiner Anstellung als Bibliothekar beim Grafen Wilczek auf Schloss Seebarn/NÖ und der Burg Kreuzenstein/NÖ in den Jahren 1937/1938 machte sich Mühlher einen Namen als Vortragender in verschiedenen Wiener literarischen Gesellschaften, wie z. B. der Adalbert-Stifter-Gesellschaft. Von 1939 bis 1952, unterbrochen durch die Kriegsjahre 1940–1945, war er Leiter der Katalogabteilung an der Österreichischen Nationalbibliothek, wo er im Goethejahr 1949 eine große Goethe-Ausstellung aufbaute und den dazugehörenden Katalog verfasste.
Mit einer Reihe Symbolforschungen, die unter dem Titel „Dichtung der Krise. Mythos und Psychologie in der Dichtung des 19. und 20. Jahrhunderts“ erschienen, habilitierte er sich 1952 an der Wiener Universität, wo er von 1952 bis 1954 als Privatdozent wirkte.
1954 wurde er auf die Lehrkanzel für Neuere deutsche Sprache und Literatur an der Grazer Universität berufen, deren Ordinariat er von 1963 bis 1980 innehatte. In seiner Arbeit mit den Studierenden sicherten ihm für die damalige Zeit neue, moderne Gesichtspunkte, subtile Forschungsarbeit und ein mitreißender Redefluss das Interesse einer sehr großen, begeisterten Hörerschar, wovon 99 Dissertationen von Dissertanten wie Peter Vujica, Otto Kolleritsch, Wolfgang Zörner, Uwe Baur, Erwin Streitfeld u. a. Zeugnis ablegen.
In seiner Tätigkeit als Wissenschaftler und Forscher, die die deutsche Literatur des 18. bis 20. Jahrhunderts umfasste, „versuchte er, den Standpunkt möglichst genauer Textinterpretation mit Wort-, Motiv- und Symbolgeschichte zu verbinden“. Motivforschungs-Studien besonders der romantischen Literatur, „Durchleuchtung der überpersönlichen geschichtsbildenden und geschichtstragenden Mächte der literarischen Entwicklung und Herstellung eines Gleichgewichtes zwischen diesen und der Erkenntnis der einmaligen persönlichen Leistung des Künstlers“ stellten das Ziel seiner Forschungsarbeiten dar. Mühlhers Antrieb für literarhistorisches Arbeiten war es, den Urgrund eines dichterischen Werks im Kontext mit den Lebensumständen und inneren Notwendigkeiten des Dichters zu erfassen und seiner Bedeutung im literarisch-psychologischen Bewusstsein nachzuspüren, das Mythische in der Poesie und das Visionäre in der Dichtkunst ans Tageslicht zu bringen.
In gleichem Maß war ihm die Beschäftigung mit der allgemeinen deutschen Literaturgeschichte sowie die Pflege der österreichischen Literatur ein besonderes Anliegen. In der Fülle von Vortrags- und Aufsatzthemen bildeten Werke von Herder, Goethe, Schiller, Kleist, Büchner, E. T. A. Hoffmann, Eichendorff, Rilke, Grillparzer, Raimund, Nestroy, Hesse, Th. Mann, Musil den Schwerpunkt seiner Forschungen.
Als Vizepräsident des Wiener Goethevereins war Mühlher von 1960 bis 1977 Herausgeber des „Jahrbuchs des Wiener Goethevereins“. Er wandelte damit die bis dahin bestehende „Chronik des Wiener Goethevereins“ in eine wichtige Publikationsreihe für literarhistorisches Arbeiten um und gab „erstrangigen Fachvertretern […] ein Forum für die hundert Jahre 1750–1850, ohne wichtigen Arbeiten außerhalb dieses Saeculums den Zutritt zu verwehren.“
In seinen letzten Lebensjahren arbeitete Mühlher u. a. an seinen Studien über E. T. A. Hoffmann. Sein ungedruckter Nachlass ist in der Wienbibliothek katalogisiert und einsehbar.

## Bibliografie (Auswahl)
- Friedrich Hölderlins Empedokles-Torsi. Versuch einer psychologischen Deutung des idealistischen Schuld- und Hybrisproblems. Masch. phil. Diss. Wien 1932.
- Um Zeitliches und Ewiges. (Hg. gem. mit Adelinde Mühlher). Wien-Zürich-New York 1948.
- Kleists und Adam Müllers Freundschaftskrise. Wien-Zürich-New York 1948.
- Dichtung der Krise. Mythos und Psychologie in der Dichtung des 19. und 20. Jahrhunderts. Wien 1951.
- Meisterwerke der Weltliteratur (Hg.). 15 Bände, Wien-Baden 1950–1952.
- Jahrbuch des Wiener Goethe-Vereins (Hg.). Wien 64 (1960) – Wien 80 (1976).
- Natursprache und Naturmusik bei Eichendorff. Würzburg 1961.
- Eichendorffs Erzählung ‚Aus dem Leben eines Taugenichts’. Würzburg 1962.
- Der moderne psychologische Roman in Österreich. Wien 1964.
- E.T.A. Hoffmann: Nachtstücke. Der Sandmann. Das öde Haus. Das steinerne Herz. Mit einem Essay zum Verständnis der Werke und einer Bibliographie. Hamburg 1964.
- Zum Hintergrund von Lenaus Bildersprache. Wien 1966.
- Gestalt und Wirklichkeit. (Hg. gem. mit J. Fischl). Festgabe für F. Weinhandl. Berlin 1967.
- Prinzessin Brambilla. Ein Beitrag zum Verständnis der Dichtung. Amsterdam 1968.
- Dichtung aus Österreich. (Hg. gem. mit H. Kindermann, M. Dietrich und E. Thurnher). Anthologie in drei Bänden und einem Ergänzungsband. Prosa. 2 Teilbde mit 100 Seiten Einleitung. Wien-München 1969.
- Marginalien zur poetischen Welt (hg. von A. Eder, H. Himmel und A. Kracher). Festschrift zu R. Mühlhers 60. Geburtstag. Berlin 1971.
- Österreichische Dichter seit Grillparzer. Wien 1973.
- Studien zur Klassik und Romantik. 1975.
- Deutsche Dichter der Klassik und Romantik. Wien 1976.
- Herbert Günther. Festschrift. Krefeld 1977.
- Laudatio auf Fritz Usinger. Darmstadt 1982.
- Lebendige Allegorie. Studien zu Eichendorffs Leben und Werk. Sigmaringen 1989.
- Ein Selbstbildnis, in: Humanitäres Tun. Abhandlungen der Humboldt-Ges. für Wiss., Kunst und Bildung 11, 1990.

## Mitgliedschaften
- Vorstandsmitglied der Deutschen Goethe-Gesellschaft
- Österreichischer P.E.N.-Club
- Görres-Gesellschaft
- E.T.A.Hoffmann-Gesellschaft
- Franz Grillparzer-Gesellschaft
- Adalbert Stifter-Institut Oberösterreich
- Präsident des Wiener Goethe-Vereins 1974–1977[5]
- Eichendorff-Gesellschaft Würzburg
- Leitendes Mitglied des Akademischen Rates der Humboldt-Gesellschaft
- Österreichische Richard Wagner-Gesellschaft Graz
- Ehrenmitglied der Hebbel-Gesellschaft Wien[6]
- Vorstandsmitglied des Instituts für Österreichkunde (Abteilung Literatur)
- Wiener Katholische Akademie

## Ehrungen
- Goethe-Medaille des Bundesministeriums für Unterricht 1949
- Träger des Österreichischen Ehrenkreuzes für Wissenschaft und Kunst I. Klasse 1979
- Medaille der Eichendorff-Gesellschaft 1980[7]